# Кузнецов, Валерий Борисович
Валерий Борисович Кузнецов (род. 29 октября 1961) — советский хоккеист, защитник.

## Биография
Воспитанник московского «Динамо», в первенстве СССР начинал выступать за команду второй лиги «Динамо» Харьков (1979/80 — 1980/81). Шесть следующих сезонов отыграл за клуб высшей лиги «Динамо» Рига. В1987 году вернулся в харьковское «Динамо», с которым вышел в высшую лигу. В сезоне 1988/89 провёл в чемпионате 11 игр. В сезоне 1992/93 сыграл три матча за клуб чемпионата Латвии «Латвияс Зелтс».